# Палехское городское поселение
Па́лехское городско́е поселе́ние — муниципальное образование в составе Палехского района Ивановской области России. Административный центр — пгт Палех. На территории поселения находятся 3 населённых пункта.
Образовано 25 февраля 2005 года, в соответствии с Законом Ивановской области N 46-ОЗ «О городском и сельских поселениях в Палехском муниципальном районе».
Главой поселения является Жоров Павел Петрович, главой администрации является Белов Евгений Николаевич  (недоступная ссылка).

## Географические данные
- Общая площадь: ? км²
- Расположение: центральная часть Палехского района
- Граничит:
  - Палехское городское поселение вокруг очерчено границами Раменского сельского поселения, являясь, так называемым вкраплившимся субъектом во внутрь cельской населенной территории Палехского района.

## Население
| 2002  | 2010  | 2011  | 2012  | 2013  | 2014  | 2015  |
| ----- | ----- | ----- | ----- | ----- | ----- | ----- |
| 5939  | ↘5438 | ↘5417 | ↘5337 | ↘5177 | ↘5058 | ↘5022 |
| 2016  | 2017  | 2018  | 2019  | 2020  | 2021  |       |
| ↘4971 | ↘4912 | ↘4895 | ↘4799 | ↘4707 | ↗4720 |       |

## Административное устройство
В состав поселения входят следующие населённые пункты:
| № | Населённый пункт | Тип населённого пункта      | Население |
| - | ---------------- | --------------------------- | --------- |
| 1 | Ковшово          | деревня                     | ↘62       |
| 2 | Палех            | пгт, административный центр | ↗4633     |
| 3 | Свергино         | деревня                     | ↘39       |